# Carl Edward Swalander
Carl Edward Otto Swalander, född 15 april 1815 i Vimmerby, död 16 januari 1876 i Stockholm, var en svensk apotekare och emigrantagent.
Carl Edward Swalander var son till borgmästaren Christian Swalander. Han blev apotekselev i Linköping 1829 och avlade apotekarexamen 1836. Efter tjänstgöring i Ystad inköpte han 1837 apoteket i Trelleborg, men 1846 nödgades han sälja det och gick i konkurs. Med hjälp av släktingar inköpte han därefter apoteket Lejonet i Göteborg, som han innehade till 1849, då han blev handlande och kemisk-teknisk fabrikant i staden. Affärerna gick dock fortfarande dåligt, och sedan Swalander under koleraepidemin i Göteborg 1850 varit sekreterare i sundhetsnämnden i Majorna och föreståndare för kolerasjukhuset där, blev han emigrantagent i Göteborg. Han utgav 1853 Handbok för utvandrare till Nordamerikas förenta stater och reste 1854 på den särskilt hyrda briggen Luleå med ett hundratal emigranter till Amerika. Från New York beskrev han färden i Bref om Amerika till hemmavarande landsmän och efter återkomsten till Sverige 1855 publicerade han i brevform ytterligare två reseskildringar, vilka fick stor spridning och blev av betydelse genom att bidra till ökad emigration. Swalander rekommenderade särskilt utvandring till Tennessee, där mark lätt kunde erhållas. Med emigrantverksamheten upphörde han 1858, då han flyttade till Stockholm och där anlade en kemisk-teknisk fabrik. Sina sista år var han lumphandlare i Stockholm. Swalander utgav Sjöapoteket (1846) och var även flitigt verksam som översättare.